# 焼なまし
焼なまし（やきなまし、英語: annealing）、焼鈍し、焼き鈍し、焼鈍（しょうどん）、アニーリングとは、材料の加工硬化による内部のひずみを取り除き、組織を軟化させ、展延性を向上させる熱処理である。目的に応じて多くの種類・方法が存在する。焼きなましと「き」の送り仮名をつける表記もあるが、本記事では日本産業規格（旧日本工業規格）、学術用語集の表記に準ずる。

## 金属の焼なまし

### 完全焼なまし
最も一般的に行われるのが完全焼なましである。鋼をできるだけ柔らかくすることができる。単に焼なましと言えば、この完全焼なましを指す場合が多い。不必要な残留応力の除去や、鋳鋼品や熱間鍛造品などで結晶粒が粗大化したものを標準組織に回復させる。
保持温度は、亜共析鋼の場合は鉄 - 炭素系平衡状態図のA3線より20 - 30℃高い温度で、過共析鋼の場合はA1線より20 - 50℃高い温度で行う。この温度で十分時間保持することで、組織をオーステナイト化させる。その後、100℃/h以下のゆっくりとした冷却速度で徐冷を行う。通常は炉中で冷却する炉冷で行われ、炉外で行う場合は灰中で冷却される。徐冷により、完全焼なまし後は柔らかい層状パーライト組織などが得られ、鋼の標準組織となる。

鉄-炭素系平衡状態図

### 応力除去焼なまし
応力除去焼なましは、鍛造、鋳造、冷間加工、溶接、機械加工などで生ずる残留応力を除去するために行われるもので、ひずみ取り焼なましとも呼ぶ。また、熱処理の中では低温で行うことから、低温焼なましとも呼ばれる。鋼は、その再結晶温度を超えると再結晶が発生し、ひずみの無い結晶に戻り残留応力が解放される。これを利用して応力除去焼きなましでは、残留応力除去を行う。
保持温度は、再結晶温度約450℃以上からA1線約730℃以下までの間で行われる。加熱温度が高いほど残留応力の除去量が大きくなるが、一般には約500 - 650℃で加熱保持される。鋳鉄の場合は約500 - 700℃、溶接による残留応力除去の場合は約600 - 680℃で保持される。

### その他
その他の焼なましの種類として、球状化焼なまし、中間焼なまし、拡散焼なまし、等温焼なまし、軟化焼なましなどがある。

## 半導体の焼きなまし
半導体の加工プロセスにおいても焼きなまし工程が存在する。これはシリコン基板にヒ素やリンなどの不純物注入した後に注入した不純物原子をシリコン格子と共有結合させることで電気的に活性化するために行う処理である。半導体の加工プロセスにおいてはこの処理の呼称として「焼きなまし」という日本語よりも英語に由来する「アニール」「アニーリング」が使われる。
半導体の場合、それよりも前の工程で注入されてある別の不純物が焼きなましの加熱によって拡散してしまい半導体としての電気的特定が悪化してしまうため、焼きなまし工程は可能な限り短くする努力が行われる。短時間の焼きなまし工程を「ラピッドサーマルプロセス」という。

## その他の例
放射性元素によりメタミクト化した非晶質の鉱物の結晶構造を復元するためにアニーリング（焼なまし）が行われることがある。